# OnePlus
OnePlus Technology (Shenzhen) Co., Ltd. — китайська компанія, виробник смартфонів. Штаб-квартира розташована в місті Шеньчжень, провінція Гуандун, Китай.

## Історія
Компанія створена в грудні 2013 року колишнім віце-президентом компанії OPPO Electronics Пітом Лау. Під час розробки свого першого смартфона OnePlus уклала ексклюзивну ліцензійну угоду з Cyanogen Inc., яка передбачала установку на смартфони компанії спеціальної версії прошивки CyanogenMod і право на використання товарних знаків за межами Китаю. OnePlus представила свій перший смартфон 23 квітня 2014 року. У грудні 2014 року компанія анонсувала продажу свого смартфона в Індії ексклюзивно через Amazon, а також оголосила про плани по відкриттю 25 офіційних сервісних центрів по всій країні. Продажі пристрою були тимчасово припинені після подачі заяви від Micromax Mobile, в якому стверджувалося, що OnePlus порушили ексклюзивні права Micromax на поширення продуктів на базі CyanogenMod у Південній Азії. Після цього компанія OnePlus випустила нову прошивку OxygenOS для OnePlus One.

## Оцінка
У 2019 році смартфон OnePlus 7T був визнаний найкращим у рейтингу від видання Business Insider, а інші моделі OnePlus — OnePlus 7 та OnePlus 6T посіли третє та п'яте місце відповідно. За словами автора, рейтинг враховує співвідношення вартості та функціоналу смартфона, тому пристрої з більшим функціоналом, але вищою ціною могли не посісти високі місця.

## Пристрої

### Смартфони
| Пристрій                   | Оригінальна версія ОС        | Оновлена версія                |
| -------------------------- | ---------------------------- | ------------------------------ |
| OnePlus серія              |                              |                                |
| OnePlus One                | OxygenOS 1.0 (Android 5.0.1) | OxygenOS 2.1.4 (Android 5.1.1) |
| OnePlus 2                  | OxygenOS 2.0 (Android 5.1.1) | OxygenOS 3.5 (Android 6.0.1)   |
| OnePlus X                  | OxygenOS 2.0 (Android 5.1.1) | OxygenOS 3.1 (Android 6.0.1)   |
| OnePlus 3                  | OxygenOS 3.2 (Android 6.0.1) | OxygenOS 9.0 (Android 9)       |
| OnePlus 3T                 | OxygenOS 3.5 (Android 6.0.1) | OxygenOS 9.0 (Android 9)       |
| OnePlus 5                  | OxygenOS 4.5 (Android 7.1.1) | OxygenOS 10.0 (Android 10)     |
| OnePlus 5T                 | OxygenOS 4.5 (Android 7.1.1) | OxygenOS 10.0 (Android 10)     |
| OnePlus 6                  | OxygenOS 5.0 (Android 8.1)   | OxygenOS 11.1 (Android 11)     |
| OnePlus 6T                 | OxygenOS 9.0 (Android 9)     | OxygenOS 11.1 (Android 11)     |
| OnePlus 7 / 7 Pro          | OxygenOS 9.0 (Android 9)     | OxygenOS 12.0 (Android 12)     |
| OnePlus 7T / 7T Pro        | OxygenOS 10.0 (Android 10)   | OxygenOS 12.0 (Android 12)     |
| OnePlus 8 / 8 Pro          | OxygenOS 10.0 (Android 10)   | OxygenOS 14.0 (Android 14)     |
| OnePlus 9R                 | OxygenOS 10.0 (Android 10)   | OxygenOS 14.0 (Android 14)     |
| OnePlus 9 / 9 Pro          | OxygenOS 11.1 (Android 11)   | OxygenOS 14.0 (Android 14)     |
| OnePlus 10 Pro / 10R / 10T | OxygenOS 12.1 (Android 12)   | OxygenOS 14.0 (Android 14)     |
| OnePlus 11 / 11R           | OxygenOS 13.0 (Android 13)   | OxygenOS 13.0 (Android 13)     |
| OnePlus 12                 | OxygenOS 14.0 (Android 14)   |                                |
| OnePlus 13                 | OxygenOS 15.0 (Android 15)   |                                |
| OnePlus Nord серія         |                              |                                |
| OnePlus Nord               | OxygenOS 10.0 (Android 10)   | OxygenOS 12.1 (Android 12)     |
| OnePlus Nord N10 5G        | OxygenOS 10.5 (Android 10)   | OxygenOS 11.1 (Android 11)     |
| OnePlus Nord N100          | OxygenOS 10.5 (Android 10)   | OxygenOS 11.1 (Android 11)     |
| OnePlus Nord CE 5G         | OxygenOS 11.0 (Android 11)   | OxygenOS 12.1 (Android 12)     |
| OnePlus Nord N200 5G       | OxygenOS 11.0 (Android 11)   | OxygenOS 12.1 (Android 12)     |
| OnePlus Nord 2 5G          | OxygenOS 11.3 (Android 11)   | OxygenOS 12.1 (Android 12)     |
| OnePlus Nord CE 2 5G       | OxygenOS 11.3 (Android 11)   | OxygenOS 11.3 (Android 11)     |
| OnePlus Nord CE 2 Lite 5G  | OxygenOS 12.1 (Android 12)   | OxygenOS 12.1 (Android 12)     |
| OnePlus Nord N20 5G        | OxygenOS 11.3 (Android 11)   | OxygenOS 11.3 (Android 11)     |
| OnePlus Nord 2T            | OxygenOS 12.1 (Android 12)   | OxygenOS 12.1 (Android 12)     |
| OnePlus Pad серія          |                              |                                |
| OnePlus Pad                |                              |                                |

### Навушники
- OnePlus Bullets
- OnePlus Bullets V2
- OnePlus Buds
- OnePlus Bullets Wireless Z2[8]
- OnePlus Buds Pro[9]
- OnePlus Nord Buds[10]
- OnePlus Buds Z2[11]
- OnePlus Buds Pro 2[12]
- OnePlus Nord Buds 2[13]

### Телевізори
- OnePlus TV Q1
- OnePlus TV Q1 Pro
- OnePlus TV Y
- OnePlus TV U

### Фітнес-трекер
- OnePlus Band

## Збої
Наприкінці липня 2023 року, смартфони різних виробників почали “заражатися” зеленими лініями. Лінії з’являються на екранах мобільних пристроїв після встановлення останніх апдейтів. Першими з проблемою зіткнулися власники смартфонів OnePlus. Трохи пізніше зелені лінії почали з’являтися на екранах китайських апаратів IQOO і Realme. Власником цих брендів є корпорація BBK. У зв’язку з цим виникло припущення про те, що проблема стосується тільки вироблених нею пристроїв. Тим часом “зараження” зазнали смартфони Samsung. З опублікованих користувачами скарг випливає, що лінії можуть мати рожевий колір. Іноді на екрані одночасно відображається декілька ліній, при цьому вони завжди вертикальні. Виробники смартфонів, “пандемію”, що почалася, ніяк не прокоментували. Примітно, що “зараженню” піддаються пристрої виробників, які ніяк не пов’язані один з одним.